# أرت ويتني
أرت ويتني (بالإنجليزية: Art Whitney)‏ هو لاعب كرة قاعدة أمريكي، ولد في 16 يناير 1858 في بروكتون في الولايات المتحدة، وتوفي في 15 أغسطس 1943 في لوويل في الولايات المتحدة.